# Bairabi
Bairabi es un pueblo  situado en el distrito de Kolasib,  en el estado de Mizoram (India). Su población es de 4320 habitantes (2011). Se encuentra a 117 km de Aizawl, la capital del estado.

## Demografía
Según el censo de 2011 la población de Bairabi era de 4320 habitantes, de los cuales 2178 eran hombres y 2142 eran mujeres. Bairabi tiene una tasa media de alfabetización del 90,77%, inferior a la media estatal del 91,33%: la alfabetización masculina es del 92,72%, y la alfabetización femenina del 88,79%.